# Jacqueline Bouette de Blémur
Jacqueline Bouette de Blémur (* 8. Januar 1618; † 24. März 1696 in Paris) war eine französische Benediktinerin, Ordenshistorikerin und Hagiographin.

## Leben und Werk

### Die Benediktinerin
Die in der Normandie geborene Adelige Jacqueline Bouette de Blémur wurde 1623 im Alter von fünf Jahren in die Abbaye aux Dames nach Caen geschickt, wo sie in der Obhut einer Tante aufwuchs, die dort Nonne war. 1629 wurde sie mit elf Jahren eingekleidet, 1633 ernannte man sie mit 15 Jahren zur Novizenmeisterin. Unter Äbtissin Laurence de Burdos de Portes (1598–1650) war sie Priorin und Sekretärin der Äbtissin. Unter Äbtissin Marie Léonor de Rohan-Montbazon (1650–1681) ließ sie sich 1678 in das 1654 von Mechtilde de Bar gegründete Pariser Reformkloster Monastère de l’Adoration perpétuelle du Très Saint Sacrement (der Benediktinerinnen vom Heiligsten Sakrament) in der Rue Cassette verlegen. Der Anlass dazu ergab sich aus der Absicht von Elisabeth Angélique de Montmorency, in ihrem Besitztum Châtillon-sur-Loing (heute Châtillon-Coligny) ein Kloster der Benediktinerinnen vom Heiligsten Sakrament zu gründen, wozu es jedoch erst 10 Jahre später kam, als Mutter Blémur für die Aufgabe schon zu alt war. In der Rue Cassette musste Mutter Blémur ein neues Noviziat durchlaufen. Sie starb dort als einfache Schwester im Alter von 78 Jahren.

### Die gelehrte Biographin und Hagiographin
Unter dem Titel L'année Bénédictine (Das Benediktinische Kirchenjahr) schrieb Mutter Blémur auf rund 5000 Seiten die Biographien aller Heiligen des Benediktinerordens, geordnet nach dem Verehrungstag im Kalenderjahr, ein gelehrtes Werk, zu dessen Veröffentlichung (von 1667 bis 1673) sie durch Pierre Daniel Huet ermuntert wurde. Unter dem Titel Éloges (Laudationes) fügte sie 1679 auf 1300 Seiten die Biographien weiterer heiligmäßiger Benediktiner hinzu. Unter dem Titel Vies des Saints (Heiligenleben) ordnete sie außerbenediktinische Heilige nach dem Kalenderjahr. Weitere umfangreiche Werke kamen hinzu.

## Werke

### Biographien in der Ordnung des Kalenderjahrs
- L’année Benedictine, ou Les vies des Saints de l’Ordre de Saint Benoist, pour tous les jours de l’année. 7 Bde. Louis Billaine († 1681), Paris 1667–1673. (Auch italienisch, Venedig 1727)
  - Januar und Februar. 1667.
  - März und April. 1667.
  - Mai und Juni. 1668.
  - Juli und August. 1670.
  - September und Oktober. 1670.
  - November. 1673.
  - Dezember. 1673.
- Éloges de plusieurs personnes illustres en pieté de l’Ordre de Saint Benoist décedées en ces derniers siècles. 2 Bde. Louis Billaine, Paris 1679.
- Vies des Saints tirée des auteurs ecclésiastiques anciens et modernes, divisée en 4 tomes, augmentée de plusieurs Vies qui n’ont point encore paru en notre langue. 2 Bde. Pierre Valfray, Lyon 1689.

### Weitere Werke
- Exercice de la mort contenant diverses pratiques de dévotion très-utiles pour se disposer à bien mourir. Louis Billaine, Paris 1677. (356 S.)
- La Vie du Révérend Père Pierre Fourrier, général des chanoines réguliers de la congrégation de Notre Sauveur et instituteur des religieuses de la Congrégation de Notre-Dame, curé de Mataincour. Louis Billaine, Paris 1678, 1687. (Leben des heiligen Pierre Fourier)
- (zusammen mit) François Poiré (1584–1637): Grandeurs de la Mère de Dieu. Louis Billaine, Paris 1681; Poitiers, Oudin, Poitiers 1864. (Gewidmet Königin Maria Teresa von Spanien (1638–1683))
  - (deutsch) Die dreifache Krone der seligsten Jungfrau Mutter Gottes. Manz, Regensburg 1852.
- Ménologe historique de la Mère de Dieu. Veuve Louis Billaine, Paris 1682. (Über die Marienfeste im Kalenderjahr, 858 S.)
- Abrégé de la vie de la vénérable Mère Charlotte Le Sergent, dite de S. Jean l’Evangéliste, Religieuse de l’Abbaye Royale de Montmartre. Paris, Florentin Lambert, Paris 1685. (Über die Benediktinerin Charlotte Le Sergent, 1604–1677, 305 S.)